# Speightstown
Speightstown je město na Barbadosu. Žije v něm přibližně 2 200 obyvatel a je po Bridgetownu druhým největším městem na ostrově. Nachází se ve farnosti Saint Peter na severozápadním pobřeží. Město bylo založeno v roce 1630 a pojmenováno podle politika a majitele pozemků Williama Speighta. Vyvážel se odsud cukr a tabák do Bristolu, což městu vyneslo přezdívku Little Bristol. Obyvatelé žijí převážně z turistického ruchu, město je proslulé díky koloniální architektuře i okolním plážím. Od roku 2010 probíhá Speightstown Community Archaeology Project, pátrající po dokladech místní historie. Žila zde herečka Claudette Colbertová a její popel je uložen na Godings Bay Church Cemetery.

## Partnerská města
- Reading
- Charleston (Jižní Karolína)